# 王妃 王昭君
『王妃 王昭君』（おうひ おうしょうくん、原題：王昭君）は、2007年の中国のテレビドラマ。全31話。

## 概要
中国四大美人の一人、王昭君の生涯を描いた中国歴史ドラマ。

## あらすじ
紀元前1世紀、匈奴の王・冒頓単于が塞外（長城の外）を支配。その後、150年間は匈奴が砂漠の民族の長として漢と対等に振舞っていた。また塞外では争いが長く続いたため、漢の辺境は常に侵略を受け民は苦しんでいた。
紀元前35年、稽侯狦（けいこうさん）は部下と家族を連れて烏禅幕（おせんばく）の呼衍王（こえんおう）のもとに身を寄せていた。呼衍王は娘婿である稽侯狦に領地を与えた。稽侯狦は独自の勢力を確立し呼韓邪単于（こかんやぜんう）となる。そして呼韓邪単于は右賢王を倒し本拠を取り戻した。
兄の郅支が謀反を起こすと、呼韓邪単于は部下と家族を連れ南に向かった。

## スタッフ
- 演出：陳家林（中国語版）

## 主題歌
- 声声慢（オープニング）[1]

作詞：朱海、作曲：王黎光、歌：龐龍
- 此情可問天（エンディング）[2]

作詞：朱海、作曲：王黎光、歌：虞霞

## 登場人物・出演者

### 漢
- 王嬙（おうしょう）：楊冪（ヤン・ミー）

楚の秭帰県（しきけん）・香渓村（かけいむら）に住む美しく心優しい少女。本作の主人公。
- 元帝：劉德凱（中国語版）（リウ・ド－カイ）

前漢の第11代皇帝。
- 王政君：叢珊（中国語版）

元帝の皇后。父親が朝廷の重臣で、王政君が皇后の位についてからは一族みな重要な官職に就いた。
- 太子・劉驁：

元帝と王政君との間の息子。竟寧元年（紀元前33年）5月に崩御した元帝に代わり皇帝に即位し成帝となる。王昭君の帰郷の願いに対し、「匈奴の習俗に従うべし」という勅旨を出した。
- 李夫人：楊冪（ヤン・ミー）[5]

元帝の寵妃。皇后に陥れられ若くして亡くなる。
- 管婕妤：劉暁慶

元帝の妃。李夫人が後宮入りするまでは元帝の寵妃だった。李夫人殺害の罪を着せられ冷宮に入れられ、最後は絶望して自害する。
- 班姫：翁虹（中国語版）

元帝の妃で、皇后に気に入られている。
- 蔡殿：李建群（中国語版）

秭帰県の出身で県令の張子先とは親戚。後宮入りしてから一度も皇帝から声がかからない。王嬙の教育係になる。
- 毛延寿（中国語版）（もうえんじゅ）：呉加儀

宮中の絵師。
- 黄総管：王偉屹

宮中の宦官。後宮入りした王嬙を度々助ける。
- 李凌傲（りりょうごう）：盧勇（中国語版）

漢の大将軍。李大将軍の部隊は艾敏河（がいびんがわ）の付近で全滅した。
- 王盾（おうじゅん）：陳思誠（チェン・スーチェン）

王嬙の幼馴染で李大将軍配下の騎兵。虚閭権渠単于を倒した功で将軍となる。
- 王懐：宋楚炎

王盾の弟で匈奴に投降したのち阿多木（あたぼく）将軍となる。
- 張子先：張子健（中国語版）

秭帰県の県令。王嬙に一目惚れする。
- 韓昌（中国語版）：

漢の将軍。王盾が再び辺境に派遣される際に補佐役に任じられ、呼韓邪単于と不可侵の盟約を結ぶ。
- 張猛：蔡棣

漢の大臣。王盾が再び辺境に派遣される際に補佐役に任じられ、呼韓邪単于と不可侵の盟約を結ぶ。
- 甘延寿：陳鋼

漢の将軍。屠耆孤塗を討つために陳将軍と共に派遣される。
- 陳湯：范輝

漢の将軍。王昭君にあてた成帝の勅旨を持って長安から派遣される。

### 匈奴
- 稽侯狦（けいこうさん）：涂們（中国語版）

虚閭権渠の息子で兄の郅支に比べると慎重派。義父の呼衍王の支援を受けて呼韓邪単于となった後、叔父の都隆奇と共に右賢王から単于庭（匈奴の本拠地）を取り返し大単于になる。
- 郅支（しつし）：蘇德斯琴

稽侯狦の兄で勇猛果敢。父の死後に起きた右賢王の乱では弟の稽侯狦と共に難を逃れるも、弟が大単于になると謀反を起こし弟を南に追いやる。
- 虚閭権渠（ころごんご）：僧格仁欽

稽侯狦の父で匈奴の大単于。単于の妻は閼氏（えんし）と呼ばれている。第一話で王盾に射殺される。
- 右賢王（うけんおう）：丹巴

虚閭権渠の弟で右賢王。虚閭権渠の死後、正当な後継者である左賢王を殺し大単于の座を狙う。単于となった稽侯狦に攻められ自刃する。
- 都隆奇（とりゅうき）（中国語版）：賽興噶

虚閭権渠の皇后の弟で、稽侯狦からは叔父上と呼ばれている。郅支の謀反によって南に追いやられた稽侯狦に対し、漢との和睦を勧める。
- 雕陶莫皋（ちょうとうばくこう）：任天野（中国語版）

稽侯狦の長男。
- 且莫車（しょばくしゃ）：史力嘉

雕陶莫皋の弟。
- 屠耆孤塗[8]（ときこと）：

郅支の息子で左大将軍。
- 莫蘭幾（ばくらんき）：

屠耆孤塗の腹心。
- 羊飼い：巍子（中国語版）

母親は匈奴人で父親は漢の武将の蘇武。戦闘で負傷した王盾を助ける。
- 雲娜（うんな）：阿麗瑪

元は呼韓邪単于に嫁ぐ予定だったが断られ、王昭君のことを恨んでいる。最後は王昭君の身代わりになり射殺される。
- 顓渠閼氏[10]（せんきょえんし）：哈斯高娃（中国語版）

呼衍王の娘で雕陶莫皋呼韓邪単于の皇后。且莫車の母親。
- 大閼氏：伊托雅

顓渠閼氏の妹で雕陶莫皋の母親。

## DVD
- 日本版 『王妃 王昭君』全10枚

発売元：クロックワークス、販売元：クロックワークス/エプコット